# Nathalie Basteyns
 (juillet 2021).
Si vous disposez d'ouvrages ou d'articles de référence ou si vous connaissez des sites web de qualité traitant du thème abordé ici, merci de compléter l'article en donnant les références utiles à sa vérifiabilité et en les liant à la section « Notes et références ».
Nathalie Basteyns, née le 26 juillet 1972 à Hasselt est une réalisatrice, journaliste, scénariste et créatrice de séries télévisées belge.

Elle est illustrée dans le domaine du documentaire autant que dans celui de la fiction.
Fille de l'acteur Willy Basteyns (1936 –2013), elle a étudié le cinéma à l'école Sint-Lukas à Bruxelles. Son film de fin d'études, The Kiss (1997), documentaire consacré au mariage de ses parents, a obtenu plusieurs prix. En 2000 elle fonde sa société de production, Visjes Films. En 2004, elle produit Cologne, un court-métrage de Kaat Beels, avec qui elle créera par la suite plusieurs séries télévisées.
Comme documentariste, elle a notamment collaboré avec TV Brussel, Één, Canvas et VTM.

## séries télévisées
- 2017, 2021 : Beau Séjour
- 2012 : Clan
- 2009 : Jes